# Diagrama de Grotrian

Un diagrama de Grotrian del átomo de hidrógeno. Las transiciones únicas entre columnas adyacentes están permitidas, por la regla de selección Δl = ±1.

Un diagrama de Grotrian (o diagrama de términos) muestra las transiciones electrónicas permitidas entre los distintos niveles de energía de los átomos. Pueden ser utilizados para átomos con un electrón o con varios. Tienen en cuenta las reglas de selección concretas relacionadas con los cambios de momento angular del electrón.
Los esquemas reciben este nombre en memoria del físico alemán Walter Grotrian (1890-1954), quién los introdujo en su obra de 1928 titulada "Graphische Darstellung der Spektren von Atomen und Ionen mit ein, zwei und drei Valenzelektronen" (Representación Gráfica del espectro de átomos e iones con uno, dos y tres electrones de valencia).